# مهندسی سیارات

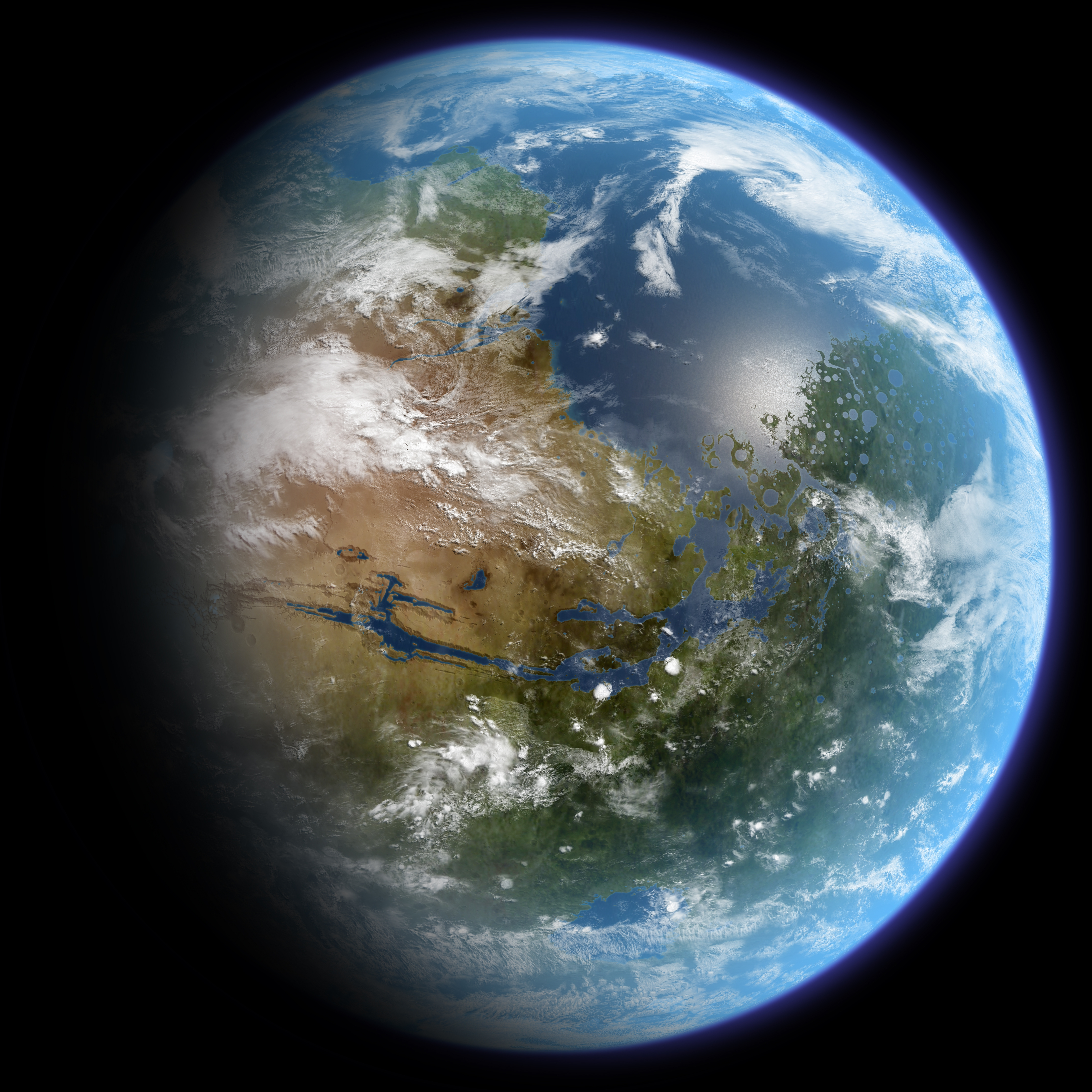
تصویر زمینی سازی مریخ

مهندسی سیارات به‌کارگیریِ فناوری برای تأثیرگذاری بر محیطِ یک سیاره یا هرگونه جرمِ آسمانیِ دیگر است. اهداف آن معمولاً دربرگیرندهٔ کنش‌هایی در راستای افزایشِ زیست‌پذیری سیاره‌ایِ اجرامِ دیگر یا کاهشِ فرایندِ انقراضِ هولوسنیِ زمین است. شاید بتوان بهترین گونهٔ این مهندسی را زمینی‌سازی دانست که در نگاشته‌های علمی–تخیلی بشر با افزایشِ دانش و توانِ خود خواهد توانست موجبِ تغییر اقلیم در کُراتِ دیگر شود

## خوانشِ بیشتر
- Angelo, Jr, Joseph A. (2006). "Planetary engineering". Encyclopedia of space and astronomy. New York, NY: Facts On File. pp. 462–462. ISBN 9781438110189.
- Sagan, Carl (1973). "Planetary engineering on Mars" (PDF). Icarus. 20: 513–514. doi:10.1016/0019-1035(73)90026-2. Archived from the original (PDF) on 3 February 2014. Retrieved 28 November 2012.